# Tanzanit
Tanzanit je modra in vijolična vrsta minerala cojzita (kalcijev aluminijev hidroksil sorosilikat), ki ga povzročajo majhne količine vanadija. Tanzanit spada v skupino mineralov epidota. Najdemo ga le v Tanzaniji, na zelo majhnem rudarskem območju (približno 7 km dolgem in 2 km širokem) v bližini hribov Mererani.
Tanzanit je znan po svojem izjemno močnem trihroizmu, ki se pojavlja izmenično modro, vijolično in bordo, odvisno od orientacije kristala. Tanzanit se lahko pojavi tudi drugače, če ga gledamo pod različnimi svetlobnimi pogoji. Modri odtenki so bolj očitni, če so izpostavljeni fluorescenčni svetlobi, vijolične odtenke pa je mogoče zlahka videti, če jih gledamo pod žarnico. V grobem stanju je tanzanit obarvan rdečkasto rjavo, da bi bil bister, in zahteva toplotno obdelavo, da odstranimo rjavkasto "tančico" in pokažemo modro vijolično barvo kamna.
Tiffany & Co. je po Tanzaniji, državi, v kateri so ga odkrili, poimenovala tanzanit. Tiffanyjev marketinški oddelek ni menil, da znanstveno ime "modro-vijolični zoisit" ni dovolj prijazno do potrošnikov, ko ga je predstavil na trgu leta 1968. Leta 2002 je Ameriško združenje za trgovino z dragulji izbralo tanzanit kot decembrski rojstnodnevni kamen, kar je bila prva sprememba na seznam rojstnih kamnov od leta 1912.

## Geologija
Tanzanit je nastal pred približno 585 milijoni let v srednjem ediacariju zaradi velike tektonske aktivnosti plošč in intenzivne vročine na območju, ki je kasneje postalo gora Kilimandžaro. Mineral je v razmeroma zapletenem geološkem okolju. Zaloge so običajno v "tečajih" izoklinalnih gub.

## Zgodovina trgovanja
Julija 1967 je Manuel de Souza, krojač iz Goe in s krajšim delovnim časom iskalec zlata, ki živi v Aruši (Tanzanija), našel prozorne drobce modrih in modro-vijoličnih kristalov draguljev na grebenu blizu Mirerani, približno 40 km jugovzhodno od Aruše. Domneval je, da je mineral olivin (peridot), vendar je kmalu ugotovil, da ni, in zaključil, da gre za "dumortierite" (modri mineral ne dragulj). Kmalu zatem je kamne pokazal Johnu Saulu, svetovalnemu geologu in veletrgovcu z dragimi kamni iz Nairobija, ki je takrat kopal akvamarin v regiji okoli Mount Kenya. Saul, ki je pozneje odkril znamenita nahajališča rubinov na območju Tsavo v Keniji, je izločil dumortierit in kordierit kot možnosti in poslal vzorce svojemu očetu Hymanu Saulu, podpredsedniku na Saks Fifth Avenue v New Yorku. Hyman Saul je vzorce nesel čez cesto na Gemološki inštitut Amerike, ki je pravilno identificiral nov dragulj kot sorto minerala cojzita. Pravilno identifikacijo so opravili tudi mineralogi na Univerzi Harvard, Britanskem muzeju in Univerzi v Heidelbergu, toda prva oseba, ki ga je pravilno identificirala, je bil Ian McCloud, tanzanijski vladni geolog s sedežem v Dodomi.
Znanstveno imenovan "modri cojzit", je dragi kamen Tiffany & Co. preimenoval v tanzanit, ker je želel izkoristiti redkost in eno samo lokacijo dragulja in menil, da se "blue zoisite" (kar bi se lahko v angleščini izgovorilo kot "blue suicide" – modri samomor) ne bi dobro prodajal. Tiffanyjeva prvotna kampanja je oglaševala, da je tanzanit zdaj mogoče najti na dveh mestih: »v Tanzaniji in pri Tiffanyju«.
Od leta 1967 je bilo v Tanzaniji izkopanih približno dva milijona karatov tanzanita, preden je tanzanijska vlada leta 1971 rudnike nacionalizirala.

### Razvoj rudarjenja tanzanita
Leta 1990 je tanzanijska vlada razdelila rudnike tanzanita na štiri odseke: bloke A, B, C in D. Bloka A in C sta bila dodeljena velikim operaterjem, medtem ko sta bila bloka B in D rezervirana za lokalne rudarje. Leta 2005 je vlada obnovila najem rudnika Block C podjetju TanzaniteOne, ki je plačal 40 milijonov ameriških dolarjev za najem in licenco za rudarjenje.
Junija 2003 je tanzanijska vlada uvedla zakon, ki prepoveduje izvoz nepredelanega tanzanita v Indijo. (Tako kot mnogi dragi kamni je tudi večina tanzanita rezana v Jaipurju.) Razlog za prepoved je poskus spodbuditi razvoj lokalnih predelovalnih obratov, s čimer bi spodbudili gospodarstvo in povrnili dobiček. Ta prepoved je bila uvedena postopoma v obdobju dveh let, do takrat pa so bili prizadeti le kamni, težji od 0,5 grama. Leta 2010 je vlada Tanzanije prepovedala izvoz grobih kamnov, težjih od enega grama.
TanzaniteOne Mining Ltd je v lasti družbe Richland Resources, vendar je zakon v Tanzaniji iz leta 2010 zahteval, da odstopijo 50-odstotno lastništvo svoje rudarske licence tanzanijski državni rudarski družbi (Stamico). Proizvodnja v letu 2011 je znašala 2.400.000 karatov (480 kg), kar jim je prineslo 24 milijonov dolarjev.
Po izgradnji 24 km ograje okoli rudnikov, da bi izboljšali varnost in preprečili tihotapljenje, se je proizvodnja povečala s 147,7 kg v letu 2018 na rekordnih 781,2 kg v letu 2019.
24. junija 2020 je bil postavljen nov rekord za največji surovi tanzanit na svetu, potem ko je manjši rudar, g. Saniniu Laizer, izkopal dva kamna 9,72 kg in 5,1 kg in ju prodal vladi Tanzanije prek Ministrstva za rudarstvo za 7,74 milijarde tanzanijskih šilingov (3,35 milijona USD) , kar je preseglo rekord 16.839 karatov (3,37 kg) kamna, ki ga je leta 2005 izkopal TanzaniteOne.
Skupne zaloge tanzanita so ocenjene na 109.000.000 karatov (21.800 kg), glede na poročilo, objavljeno leta 2018. Blok C, daleč največje nahajališče, je bilo ocenjeno na 87.100.000 karatov (17.400 kg) z življenjsko dobo rudnika (LOM), ki naj bi trajal do leta 2040.

## Dejavniki, ki vplivajo na vrednost: ocenjevanje
Ni univerzalno sprejete metode razvrščanja barvnih dragih kamnov. TanzaniteOne, glavni komercialni igralec na trgu tanzanita, je prek svoje neprofitne podružnice Tanzanite Foundation uvedel svoj lasten sistem barvnega razvrščanja. Barvne lestvice novega sistema delijo barve tanzanita v paleto odtenkov, med modrikasto-vijolično, indigo in vijolično-modro.
Običajni primarni in sekundarni odtenki v tanzanitu so modri in vijolični. Neobdelan tanzanit je trikroičen drag kamen, kar pomeni, da se svetloba, ki vstopi v ta anizotropni kristal, lomi na različnih poteh z različno barvno absorpcijo na vsaki od treh optičnih osi. Zaradi tega pojava so opazili množico barv pri različnih vzorcih: odtenki vijolične, purpurne, indigo, modre, cian, zelene, rumene, oranžne, rdeče in rjave. Po segrevanju tanzanit postane dikroičen. Dikroične barve segajo od vijolične preko modrikasto vijolične do indigo in vijolično modre do modre.
Razvrščanje jasnosti v barvnih dragih kamnih temelji na standardu čist na oko, to pomeni, da se dragulj šteje za brezhibnega, če s prostim očesom niso vidni nobeni vključki (ob predpostavki normalnega vida). Gemološki inštitut Amerike razvršča tanzanit kot dragi kamen tipa I, kar pomeni, da je običajno čist za oči. Dragulji z vidnimi vključki se bodo trgovali z velikimi popusti.

### Toplotna obdelava
Tanzanit se oblikuje kot rjavkast kristal in je trikroičen, kar pomeni, da hkrati prikazuje tri barve – rjavo, modro in vijolično. Ogrevanje, bodisi pod zemljo naravno z metamorfnimi procesi, bodisi umetno, odstrani rjavo ali bordo barvno komponento, da ustvari močnejšo vijolično-modro barvo in naredi kamen "dihroičen", kar pomeni, da odseva samo modro in vijolično. Redko se tanzanit kakovosti draguljev segreje do zelenega primarnega odtenka, ki ga skoraj vedno spremlja modri ali vijolični sekundarni odtenek. Ti zeleni tanzaniti imajo neko pomembno vrednost na zbirateljskem trgu, vendar so redko zanimivi za komercialne kupce.
Toplotna obdelava v peči se običajno izvaja pri 370 do 390 °C 30 minut. Kamni ne smejo imeti razpok ali mehurčkov, saj bi se lahko razbili ali pa bi se razpoke/mehurček med segrevanjem v peči lahko povečale.
Nekateri kamni, najdeni blizu površja v zgodnjih dneh odkritja (na območju, ki se zdaj imenuje D blok), so bili modri kot dragulji brez potrebe po toplotni obdelavi – verjetno posledica požara na območju, ki je segrel kamne pod zemljo. To je spodbudilo idejo, da so kamni "D blok" bolj zaželeni kot tanzanit, ki ga najdemo na drugih območjih majhnega območja rudarjenja tanzanita.
Ker je toplotna obdelava univerzalna, ne vpliva na ceno, za končne dragulje pa se domneva, da so toplotno obdelani. Gemološki inštitut Amerike navaja, da je vir ogrevanja gemološko nezaznan, vendar se domneva zaradi njegove razširjenosti.
Tanzanit je lahko podvržen tudi drugim oblikam obdelave. Nedavno so prevlečene tanzanite odkrili in testirali laboratorija AGTA in AGL. Za izboljšanje barve je bila uporabljena tanka plast, ki vsebuje kobalt, določena z rentgensko fluorescenco. Ugotovljeno je bilo, da se "predvsem premazi ne štejejo za trajne", v Združenih državah pa jih je treba razkriti na prodajnem mestu.

### Pleohroizem v tanzanitu
Pleohroizem ima fizično lastnost, pri kateri se zdi, da ima dragi kamen več barv glede na kot svetlobe, ki zadene kamen. Tanzanit je pleohroičen dragi kamen. Večina tanzanita je modrih, če jih gledamo iz ene smeri, vendar se lahko razlikujejo od vijolične do rdeče, če gledamo iz drugega zornega kota.
Fizični znaki lahko otežijo postopek rezanja zaradi težave pri izbiri popolne barve. Končna barva dragega kamna se bo razlikovala glede na to, kako rez na mizi odbija svetlobo.

## Imitacija tanzanita, prevlečenega s kobaltom
Od leta 2020 tanzanit ni bil nikoli uspešno sintetiziran v laboratoriju, zato je ves pravi tanzanit naravno prisoten. Vendar je bil tanzanit zaradi svoje redkosti in povpraševanja na trgu posneman na več načinov. Med materiali, ki se za to uporabljajo, so kubični cirkonij, sintetični spinel, itrijev aluminijev granat in barvno steklo. Preizkus kamna z dihroskopom jih lahko zlahka loči od pravega tanzanita, saj bo samo tanzanit videti dvojno lomljiv: dve pregledni okni dihroskopa bosta prikazali različne barve (eno okno modro, drugo vijolično) pri ogledu pravega tanzanita, medtem ko so vsi imitacijski kamni  posamično lomljivi in povzročijo, da sta obe okni enake barve (vijolične).
Sintetični forsterit (Mg2SiO4, z magnezijem bogat končni člen olivina) se prodaja tudi kot tanzanit in ima podoben videz. Od tanzanita ga lahko ločimo na tri načine. Prvi je z uporabo refraktometra: forsterit bo pokazal lomni količnik med 1,63 in 1,67, tanzanit pa višji indeks od 1,685 do 1,707. Drugi način je uporaba Hannemanovega filtra: skozi njega bo pristen tanzanit videti oranžno rožnat, medtem ko bo forsterit zelen. Tretji način je, da preučite rezan kamen skozi njegove kronske ploskve in si ogledate paviljonske reze na zadnji strani kamna z uporabo standardne draguljarske lupe: forsterit bo pokazal dvolomnost, zaradi česar bodo rezi paviljona videti "podvojeni", medtem ko veliko nižji dvojni lom tanzanita ne bo imel te lastnosti.
Nižje stopnje tanzanita se občasno izboljšajo s plastjo kobalta, saj kobalt daje globlji odtenek modre barve. Kobaltova plast se na te kamne slabo oprime in se sčasoma nagiba k drgnjenju, kar ima za posledico veliko manj intenzivno obarvan kamen. Čeprav je še vedno tanzanit, se praksa prevleke s kobaltom šteje za varljivo, razen če je pravilno oglaševana.